# ¿Qué será?
¿Qué será? es una canción interpretada y escrita por el cantautor mexicano Emmanuel, incluida en su noveno álbum de estudio Entre lunas (1987). El tema fue escrito junto con Mauro Malavasi y publicada bajo el sello discográfico RCA Ariola Music México en junio de 1988 como el tercer sencillo del disco.

## Antecedentes
La canción obtuvo el tercer lugar en los Hot Latin Tracks en 1988 y del álbum así por primera vez.
Ha estado en varios discos de grandes éxitos y versiones de sus canciones más recopilatorios y otros álbumes en vivo de la propia cantante.

## Lista de canciones

### CD - Promo[7]
| Que Sera? — Single |                 |          |  |
| N.º                | Título          | Duración |  |
| 1.                 | «Que Sera?»     | 4:34     |  |
| 2.                 | «No me Sientas» | 4:48     |  |

## Posiciones en las listas
| Listas                                    | Posición |
| ----------------------------------------- | -------- |
| Estados Unidos Billboard Hot Latin Tracks | 3        |